# فرودگاه آسیات
فرودگاه آسیات (به انگلیسی: Aasiaat Airport) (به زبان بومی: Mittarfik Aasiaat) یک فرودگاه همگانی با کد یاتا JEG است که یک باند فرود آسفالت دارد و طول باند آن ۷۹۹ متر است. این فرودگاه در کشور گرینلند قرار دارد .